# Анри де Марль (1362—1397)
Анри де Марль, Генрих де Бар (фр. Henri de Bar; ок. 1362 — 1397) — сеньор де Марль (по правам жены), маркиз Понт-а-Муссон, французский полководец. Старший сын и наследник барского герцога Роберта I и его жены Марии Французской.

## Биография
С 1374 года — при дворе французского короля Карла V. Участвовал в военных походах во Фландрию (1383) и Гельдерн (1388).
В январе 1384 года женился на Марии де Куси (1366—1405), дочери Ангеррана VII де Куси.
С 1389 года соправитель отца в герцогстве Бар.
В 1396 году возглавлял французскую делегацию на переговорах с герцогом Милана Джан-Галеаццо Висконти по поводу его нейтралитета в случае установления французского протектората над республикой Генуя.
В 1396 году вместе со своим тестем Ангерраном VII де Куси и герцогом Невера отправился в крестовый поход против турок. В битве при Никополе попал в плен. Освободился за выкуп, но на обратном пути умер в Венеции.

## Семья
Сын:
- Роберт де Бар (1390—1415), граф Марля и Суассона.